# Elecciones municipales complementarias de Perú de 2019
Las elecciones municipales complementarias de Perú de 2019 (abreviatura: EMC 2019) se llevaron a cabo el domingo 7 de julio de 2019 en doce distritos del Perú, eligiendo autoridades para el periodo 2019-2022. Fueron convocadas por el presidente Martín Vizcarra mediante Decreto Supremo N° 001-2019-PCM (3 de enero de 2019).

## Sistema electoral

### Fondo
En el ordenamiento político peruano, las elecciones subnacionales se convocan cada cuatro años para renovar a las autoridades regionales y municipales en todo el país. De acuerdo con la Ley de Elecciones Municipales (Ley N° 26864), existen dos escenarios para declarar la nulidad de elecciones: (1) si la inasistencia de más del 50% de los votantes al acto electoral; y (2) si los votos nulos o en banco, sumados o separadamente superan los dos tercios del número de votos válidos. En caso se cumpliese alguna de esas causales, corresponde la anulación de las elecciones municipales ordinarias y la convocatoria a elecciones municipales complementarias.
Tras el proceso electoral subnacional de 2018, el Jurado Nacional de Elecciones declaró mediante Resolución Nº 3591-2018-JNE (21 de diciembre de 2018) la nulidad de las elecciones en doce distritos de la República:
- Distrito de Alto Inambari (provincia de Sandia, departamento de Puno)
- Distrito de Aramango (provincia de Bagua, departamento de Amazonas)
- Distrito de Chipao (provincia de Lucanas, departamento de Ayacucho)
- Distrito de Condebamba (provincia de Cajabamba, departamento de Cajamarca)
- Distrito de Guadalupito (provincia de Virú, departamento de La Libertad)
- Distrito de Huachos (provincia de Castrovirreyna, departamento de Huancavelica)
- Distrito de Huasmín (provincia de Celendín, departamento de Cajamarca)
- Distrito de Lachaqui (provincia de Canta, departamento de Lima)
- Distrito de Mirgas (provincia de Antonio Raimondi, departamento de Áncash)
- Distrito de Mollepata (provincia de Santiago de Chuco, departamento de La Libertad)
- Distrito de Pampamarca (provincia de Yarowilca, departamento de Huánuco)
- Distrito de Sangallaya (provincia de Huarochirí, departamento de Lima)

### Elecciones municipales
Las municipalidades distritales constituyen el órgano administrativo y de gobierno de los distritos del Perú. Están compuestas por el alcalde y el concejo municipal distrital.
La votación se realiza en base al sufragio universal, que comprende a todos los ciudadanos nacionales mayores de dieciocho años, empadronados y residentes en el distrito y en pleno goce de sus derechos políticos, así como a los ciudadanos no nacionales residentes y empadronados en el distrito. No hay reelección inmediata de alcaldes.
Los concejos municipales están compuestos por entre 5 y 15 regidores elegidos por sufragio directo para un período de cuatro (4) años, en forma conjunta con la elección del alcalde (quien preside el concejo). La votación es por lista cerrada y bloqueada. Se asigna a la lista ganadora los escaños según el método d'Hondt o la mitad más uno, lo que más le favorezca.

## Calendario
Las fechas clave se enumeran a continuación:
- 3 de enero: Convocatoria a elecciones municipales complementarias.
- 22 de febrero: Fecha límite para desarrollar elecciones internas.
- 9 de marzo: Remisión del padrón electoral por el Registro Nacional de Identificación y Estado Civil al Jurado Nacional de Elecciones.
- 19 de marzo: Fecha límite para la presentación de listas de candidatos ante el Jurado Electoral Especial.
- 19 de marzo: Aprobación del padrón electoral por el Jurado Nacional de Elecciones.
- 28 de abril: Sorteo de miembros de mesa.
- 8 de mayo: Fecha límite para retiro de listas y renuncias de candidatos.
- 8 de mayo: Fecha límite de publicación de listas admitidas.
- 7 de junio: Fecha límite de exclusión de candidatos.
- 7 de julio: Elecciones municipales complementarias

## Resultado

### Sumario general
| Partidos y coaliciones | Partidos y coaliciones         | Voto popular | Voto popular | Voto popular | Alcaldías | Alcaldías |
| Partidos y coaliciones | Partidos y coaliciones         | Votos        | %            | ±pp          | Total     | +/−       |
| ---------------------- | ------------------------------ | ------------ | ------------ | ------------ | --------- | --------- |
|                        | Alianza para el Progreso (APP) | 8,217        | 27.10        |              | 3         | +3        |
|                        | Restauración Nacional (RN)     | 3,343        | 11.02        |              | 2         | +2        |
|                        | Acción Popular (AP)            | 2,781        | 9.17         |              | 1         | +1        |
|                        | Unión por el Perú (UPP)        | 623          | 2.05         |              | 1         | +1        |
|                        | Todos por el Perú (TPP)        | 425          | 1.40         |              | 0         | ±0        |
|                        | Independientes                 | 14,934       | 49.25        |              | 4         | +4        |
|                        | Elecciones anuladas            | —            | —            | —            | 1         | —         |
|                        |                                |              |              |              |           |           |
| Total                  | Total                          | 30,323       |              |              | 12        | ±0        |
|                        |                                |              |              |              |           |           |
| Votos válidos          | Votos válidos                  | 30,323       | 93.23        |              |           |           |
| Votos en blanco        | Votos en blanco                | 356          | 1.09         |              |           |           |
| Votos nulos            | Votos nulos                    | 1,847        | 5.68         |              |           |           |
| Votos emitidos         | Votos emitidos                 | 32,526       | 68.82        |              |           |           |
| Abstenciones           | Abstenciones                   | 14,735       | 31.18        |              |           |           |
| Votantes registrados   | Votantes registrados           | 47,261       |              |              |           |           |
|                        |                                |              |              |              |           |           |
| Fuente:                |                                |              |              |              |           |           |

## Resultados por distrito

### Distrito de Alto Inambari

#### Resultado
| Partidos y coaliciones | Partidos y coaliciones                                                       | Voto popular | Voto popular | Voto popular | Regidores | Regidores |  |
| Partidos y coaliciones | Partidos y coaliciones                                                       | Votos        | %            | ±pp          | Total     | +/−       |  |
| ---------------------- | ---------------------------------------------------------------------------- | ------------ | ------------ | ------------ | --------- | --------- |  |
|                        | Movimiento de Integración por el Desarrollo Regional (Mi Casita) (Mi Casita) | 1,588        | 51.59        | +13.47       | 4         | +4        |  |
|                        | Frente Amplio para el Desarrollo del Pueblo (FADEP)                          | 1,490        | 48.41        | n/a          | 1         | +1        |  |
|                        |                                                                              |              |              |              |           |           |  |
| Total                  | Total                                                                        | 3,078        |              |              | 5         | ±0        |  |
|                        |                                                                              |              |              |              |           |           |  |
| Votos válidos          | Votos válidos                                                                | 3,078        | 94.59        | +64.72       |           |           |  |
| Votos en blanco        | Votos en blanco                                                              | 18           | 0.55         | –0.33        |           |           |  |
| Votos nulos            | Votos nulos                                                                  | 158          | 4.86         | –64.40       |           |           |  |
| Votos emitidos         | Votos emitidos                                                               | 3,254        | 77.02        | –17.05       |           |           |  |
| Abstenciones           | Abstenciones                                                                 | 969          | 32.98        | +17.05       |           |           |  |
| Votantes registrados   | Votantes registrados                                                         | 4,225        |              |              |           |           |  |
|                        |                                                                              |              |              |              |           |           |  |
| Fuente:                |                                                                              |              |              |              |           |           |  |

#### Concejo Distrital de Alto Inambari
| Cargo                               | Autoridad electa        | Partido político | Partido político                                                 |
| ----------------------------------- | ----------------------- | ---------------- | ---------------------------------------------------------------- |
| Alcalde Distrital de Alto Inambari  | Armando Tumbillo Mamani |                  | Movimiento de Integración por el Desarrollo Regional (Mi Casita) |
| Regidor Distrital de Alto Inambari  | Roberto Quispe Hanco    |                  | Movimiento de Integración por el Desarrollo Regional (Mi Casita) |
| Regidor Distrital de Alto Inambari  | Justo Aquino Ticona     |                  | Movimiento de Integración por el Desarrollo Regional (Mi Casita) |
| Regidora Distrital de Alto Inambari | Maruja Poma Lima        |                  | Movimiento de Integración por el Desarrollo Regional (Mi Casita) |
| Regidor Distrital de Alto Inambari  | Juan Ortiz Chávez       |                  | Movimiento de Integración por el Desarrollo Regional (Mi Casita) |
| Regidor Distrital de Alto Inambari  | Harold Echenique Medina |                  | Frente Amplio para el Desarrollo del Pueblo                      |

### Distrito de Aramango

#### Resultado
| Partidos y coaliciones | Partidos y coaliciones                       | Voto popular | Voto popular | Voto popular | Regidores | Regidores |  |
| Partidos y coaliciones | Partidos y coaliciones                       | Votos        | %            | ±pp          | Total     | +/−       |  |
| ---------------------- | -------------------------------------------- | ------------ | ------------ | ------------ | --------- | --------- |  |
|                        | Acción Popular (AP)                          | 2,331        | 43.42        | n/a          | 4         | +4        |  |
|                        | Movimiento Regional Fuerza Amazonense (FA)   | 2,263        | 42.15        | +14.47       | 1         | +1        |  |
|                        | Movimiento Independiente Surge Amazonas (SA) | 775          | 14.43        | –3.35        | 0         | ±0        |  |
|                        |                                              |              |              |              |           |           |  |
| Total                  | Total                                        | 5,369        |              |              | 5         | ±0        |  |
|                        |                                              |              |              |              |           |           |  |
| Votos válidos          | Votos válidos                                | 5,369        | 95.41        | +64.79       |           |           |  |
| Votos en blanco        | Votos en blanco                              | 30           | 0.53         | –0.76        |           |           |  |
| Votos nulos            | Votos nulos                                  | 228          | 4.05         | –64.04       |           |           |  |
| Votos emitidos         | Votos emitidos                               | 5,627        | 67.05        | –22.35       |           |           |  |
| Abstenciones           | Abstenciones                                 | 2,765        | 32.95        | +22.35       |           |           |  |
| Votantes registrados   | Votantes registrados                         | 8,392        |              |              |           |           |  |
|                        |                                              |              |              |              |           |           |  |
| Fuente:                |                                              |              |              |              |           |           |  |

#### Concejo Distrital de Aramango
| Cargo                          | Autoridad electa         | Partido político | Partido político                      |
| ------------------------------ | ------------------------ | ---------------- | ------------------------------------- |
| Alcalde Distrital de Aramango  | Nilder Rubio Lozano      |                  | Acción Popular                        |
| Regidor Distrital de Aramango  | Vicente Chumpi Kayap     |                  | Acción Popular                        |
| Regidor Distrital de Aramango  | Navio Santa Cruz Silva   |                  | Acción Popular                        |
| Regidora Distrital de Aramango | Karol Carrasco Delgado   |                  | Acción Popular                        |
| Regidora Distrital de Aramango | Olga Centurión Llatas    |                  | Acción Popular                        |
| Regidor Distrital de Aramango  | José Carrasco Rimarachín |                  | Movimiento Regional Fuerza Amazonense |

### Distrito de Chipao

#### Resultado
| Partidos y coaliciones | Partidos y coaliciones             | Voto popular | Voto popular | Voto popular | Regidores | Regidores |
| Partidos y coaliciones | Partidos y coaliciones             | Votos        | %            | +/−          | Total     | +/−       |
| ---------------------- | ---------------------------------- | ------------ | ------------ | ------------ | --------- | --------- |
|                        | Desarrollo Integral Ayacucho (DIA) | 447          | 50.51        | +18.46       | 0         | n/a       |
|                        | Musuq Ñan (MÑ)                     | 438          | 49.49        | +37.77       | 0         | n/a       |
|                        |                                    |              |              |              |           |           |
| Total                  | Total                              | 885          |              |              | 5         | ±0        |
|                        |                                    |              |              |              |           |           |
| Votos válidos          | Votos válidos                      | 885          | 87.19        | +56.52       |           |           |
| Votos en blanco        | Votos en blanco                    | 52           | 5.12         | +0.74        |           |           |
| Votos nulos            | Votos nulos                        | 78           | 7.68         | –57.26       |           |           |
| Votos emitidos         | Votos emitidos                     | 1,015        | 49.54        | –35.59       |           |           |
| Abstenciones           | Abstenciones                       | 1,034        | 50.46        | +35.59       |           |           |
| Votantes registrados   | Votantes registrados               | 2,049        |              |              |           |           |
|                        |                                    |              |              |              |           |           |
| Fuente:                |                                    |              |              |              |           |           |

#### Concejo Distrital de Chipao
| Cargo                       | Autoridad electa    | Partido político    | Partido político |
| --------------------------- | ------------------- | ------------------- | ---------------- |
| Alcalde Distrital de Chipao | Elecciones anuladas | Elecciones anuladas |                  |
| Regidor Distrital de Chipao | Elecciones anuladas | Elecciones anuladas |                  |
| Regidor Distrital de Chipao | Elecciones anuladas | Elecciones anuladas |                  |
| Regidor Distrital de Chipao | Elecciones anuladas | Elecciones anuladas |                  |
| Regidor Distrital de Chipao | Elecciones anuladas | Elecciones anuladas |                  |
| Regidor Distrital de Chipao | Elecciones anuladas | Elecciones anuladas |                  |

### Distrito de Condebamba

#### Resultado
| Partidos y coaliciones | Partidos y coaliciones             | Voto popular | Voto popular | Voto popular | Regidores | Regidores |
| Partidos y coaliciones | Partidos y coaliciones             | Votos        | %            | ±pp          | Total     | +/−       |
| ---------------------- | ---------------------------------- | ------------ | ------------ | ------------ | --------- | --------- |
|                        | Alianza para el Progreso (APP)     | 2,503        | 46.16        | +9.53        | 4         | +4        |
|                        | Frente Regional de Cajamarca (FRC) | 2,307        | 42.54        | +15.43       | 1         | +1        |
|                        | Acción Popular (AP)                | 450          | 8.30         | +4.32        | 0         | ±0        |
|                        | Condebamba Tierra Verde (2)        | 163          | 3.01         | ±0.00        | 0         | ±0        |
|                        |                                    |              |              |              |           |           |
| Total                  | Total                              | 5,423        |              |              | 5         | ±0        |
|                        |                                    |              |              |              |           |           |
| Votos válidos          | Votos válidos                      | 5,423        | 90.22        | +80.58       |           |           |
| Votos en blanco        | Votos en blanco                    | 77           | 1.28         | –0.10        |           |           |
| Votos nulos            | Votos nulos                        | 511          | 8.50         | –80.48       |           |           |
| Votos emitidos         | Votos emitidos                     | 6,011        | 68.16        | –29.96       |           |           |
| Abstenciones           | Abstenciones                       | 2,807        | 31.84        | +29.96       |           |           |
| Votantes registrados   | Votantes registrados               | 8,818        |              |              |           |           |
|                        |                                    |              |              |              |           |           |
| Fuente:                |                                    |              |              |              |           |           |

#### Concejo Distrital de Condebamba
| Cargo                            | Autoridad electa        | Partido político | Partido político             |
| -------------------------------- | ----------------------- | ---------------- | ---------------------------- |
| Alcalde Distrital de Condebamba  | Carlos Llano Torres     |                  | Alianza para el Progreso     |
| Regidor Distrital de Condebamba  | José Gormas Rodríguez   |                  | Alianza para el Progreso     |
| Regidor Distrital de Condebamba  | Urías Romero Ambrocio   |                  | Alianza para el Progreso     |
| Regidor Distrital de Condebamba  | Geremías Rodríguez Vigo |                  | Alianza para el Progreso     |
| Regidora Distrital de Condebamba | Dalila Silva Benitez    |                  | Alianza para el Progreso     |
| Regidora Distrital de Condebamba | Kely Tirado León        |                  | Frente Regional de Cajamarca |

### Distrito de Guadalupito

#### Resultado
| Partidos y coaliciones | Partidos y coaliciones         | Voto popular | Voto popular | Voto popular | Regidores | Regidores |
| Partidos y coaliciones | Partidos y coaliciones         | Votos        | %            | ±pp          | Total     | +/−       |
| ---------------------- | ------------------------------ | ------------ | ------------ | ------------ | --------- | --------- |
|                        | Súmate (Súmate)                | 1,863        | 49.99        | +10.73       | 4         | +4        |
|                        | Alianza para el Progreso (APP) | 1,439        | 38.61        | +16.86       | 1         | +1        |
|                        | Todos por el Perú (TPP)        | 425          | 11.40        | –10.00       | 0         | ±0        |
|                        |                                |              |              |              |           |           |
| Total                  | Total                          | 3,727        |              |              | 5         | ±0        |
|                        |                                |              |              |              |           |           |
| Votos válidos          | Votos válidos                  | 3,727        | 94.21        | +69.36       |           |           |
| Votos en blanco        | Votos en blanco                | 28           | 0.71         | –0.59        |           |           |
| Votos nulos            | Votos nulos                    | 201          | 5.08         | –68.78       |           |           |
| Votos emitidos         | Votos emitidos                 | 3,956        | 82.92        | –12.15       |           |           |
| Abstenciones           | Abstenciones                   | 815          | 17.08        | +12.15       |           |           |
| Votantes registrados   | Votantes registrados           | 4,771        |              |              |           |           |
|                        |                                |              |              |              |           |           |
| Fuente:                |                                |              |              |              |           |           |

#### Concejo Distrital de Guadalupito
| Cargo                             | Autoridad electa      | Partido político | Partido político         |
| --------------------------------- | --------------------- | ---------------- | ------------------------ |
| Alcalde Distrital de Guadalupito  | Roberto Oliva Paredes |                  | Súmate                   |
| Regidor Distrital de Guadalupito  | Juan Castillo Novoa   |                  | Súmate                   |
| Regidora Distrital de Guadalupito | Felicita Vigo Ruiz    |                  | Súmate                   |
| Regidor Distrital de Guadalupito  | Luis Alcalde Orbegoso |                  | Súmate                   |
| Regidor Distrital de Guadalupito  | José Álvarez Rumay    |                  | Súmate                   |
| Regidor Distrital de Guadalupito  | Jeiner Ruiz Chávez    |                  | Alianza para el Progreso |

### Distrito de Huachos

#### Resultado
| Partidos y coaliciones | Partidos y coaliciones                                          | Voto popular | Voto popular | Voto popular | Regidores | Regidores |
| Partidos y coaliciones | Partidos y coaliciones                                          | Votos        | %            | ±pp          | Total     | +/−       |
| ---------------------- | --------------------------------------------------------------- | ------------ | ------------ | ------------ | --------- | --------- |
|                        | Movimiento Independiente Trabajando para Todos (MITT)           | 503          | 43.89        | +8.98        | 4         | +4        |
|                        | Movimiento Regional AGUA (AGUA)                                 | 451          | 39.35        | +3.26        | 1         | +1        |
|                        | Movimiento Independiente de Campesinos y Profesionales (MINCAP) | 192          | 16.75        | –0.11        | 0         | ±0        |
|                        |                                                                 |              |              |              |           |           |
| Total                  | Total                                                           | 1,146        |              |              | 5         | ±0        |
|                        |                                                                 |              |              |              |           |           |
| Votos válidos          | Votos válidos                                                   | 1,146        | 96.79        | +74.61       |           |           |
| Votos en blanco        | Votos en blanco                                                 | 5            | 0.42         | –0.43        |           |           |
| Votos nulos            | Votos nulos                                                     | 33           | 2.79         | –74.18       |           |           |
| Votos emitidos         | Votos emitidos                                                  | 1,184        | 82.62        | –12.81       |           |           |
| Abstenciones           | Abstenciones                                                    | 249          | 17.38        | +12.81       |           |           |
| Votantes registrados   | Votantes registrados                                            | 1,433        |              |              |           |           |
|                        |                                                                 |              |              |              |           |           |
| Fuente:                |                                                                 |              |              |              |           |           |

#### Concejo Distrital de Huachos
| Cargo                          | Autoridad electa                   | Partido político | Partido político                               |
| ------------------------------ | ---------------------------------- | ---------------- | ---------------------------------------------- |
| Alcaldesa Distrital de Huachos | Alicia Díaz Villavicencio          |                  | Movimiento Independiente Trabajando para Todos |
| Regidora Distrital de Huachos  | Rosa Soldevilla Cárdenas de Gálvez |                  | Movimiento Independiente Trabajando para Todos |
| Regidor Distrital de Huachos   | Yemen Merino Delgado               |                  | Movimiento Independiente Trabajando para Todos |
| Regidor Distrital de Huachos   | Julián Quilca Canales              |                  | Movimiento Independiente Trabajando para Todos |
| Regidora Distrital de Huachos  | Aurora Pérez Alvaro                |                  | Movimiento Independiente Trabajando para Todos |
| Regidor Distrital de Huachos   | Brígido Quispe Cárdenas            |                  | Movimiento Regional AGUA                       |

### Distrito de Huasmín

#### Resultado
| Partidos y coaliciones | Partidos y coaliciones         | Voto popular | Voto popular | Voto popular | Regidores | Regidores |
| Partidos y coaliciones | Partidos y coaliciones         | Votos        | %            | ±pp          | Total     | +/−       |
| ---------------------- | ------------------------------ | ------------ | ------------ | ------------ | --------- | --------- |
|                        | Restauración Nacional (RN)     | 2,641        | 47.37        | n/a          | 4         | +4        |
|                        | Alianza para el Progreso (APP) | 2,596        | 46.57        | +0.35        | 1         | +1        |
|                        | Unión por el Perú (UPP)        | 265          | 4.75         | +4.11        | 0         | ±0        |
|                        | Cajamarca Siempre Verde (CSV)  | 73           | 1.31         | +0.87        | 0         | ±0        |
|                        |                                |              |              |              |           |           |
| Total                  | Total                          | 5,575        |              |              | 5         | ±0        |
|                        |                                |              |              |              |           |           |
| Votos válidos          | Votos válidos                  | 5,575        | 94.56        | +8.64        |           |           |
| Votos en blanco        | Votos en blanco                | 54           | 0.92         | –7.58        |           |           |
| Votos nulos            | Votos nulos                    | 267          | 4.53         | –1.06        |           |           |
| Votos emitidos         | Votos emitidos                 | 5,896        | 62.94        | +26.66       |           |           |
| Abstenciones           | Abstenciones                   | 3,472        | 37.06        | –26.66       |           |           |
| Votantes registrados   | Votantes registrados           | 9,368        |              |              |           |           |
|                        |                                |              |              |              |           |           |
| Fuente:                |                                |              |              |              |           |           |

#### Concejo Distrital de Huasmín
| Cargo                         | Autoridad electa         | Partido político | Partido político         |
| ----------------------------- | ------------------------ | ---------------- | ------------------------ |
| Alcalde Distrital de Huasmín  | Rodolfo Cruzado Guevara  |                  | Restauración Nacional    |
| Regidor Distrital de Huasmín  | Silberio Huaripata Ramos |                  | Restauración Nacional    |
| Regidor Distrital de Huasmín  | Santos Mego Medina       |                  | Restauración Nacional    |
| Regidora Distrital de Huasmín | Lesli Eugenio Salazar    |                  | Restauración Nacional    |
| Regidora Distrital de Huasmín | María Huayhua Zafra      |                  | Restauración Nacional    |
| Regidor Distrital de Huasmín  | José Cabrera Yacopaico   |                  | Alianza para el Progreso |

### Distrito de Lachaqui

#### Resultado
| Partidos y coaliciones | Partidos y coaliciones         | Voto popular | Voto popular | Voto popular | Regidores | Regidores |  |
| Partidos y coaliciones | Partidos y coaliciones         | Votos        | %            | ±pp          | Total     | +/−       |  |
| ---------------------- | ------------------------------ | ------------ | ------------ | ------------ | --------- | --------- |  |
|                        | Fuerza Regional (FR)           | 338          | 50.07        | +50.07       | 4         | +4        |  |
|                        | Alianza para el Progreso (APP) | 337          | 49.93        | +49.93       | 1         | +1        |  |
|                        |                                |              |              |              |           |           |  |
| Total                  | Total                          | 675          |              |              | 5         | ±0        |  |
|                        |                                |              |              |              |           |           |  |
| Votos válidos          | Votos válidos                  | 675          | 95.34        | +95.34       |           |           |  |
| Votos en blanco        | Votos en blanco                | 3            | 0.42         | +0.42        |           |           |  |
| Votos nulos            | Votos nulos                    | 30           | 4.24         | –95.76       |           |           |  |
| Votos emitidos         | Votos emitidos                 | 708          | 76.54        | –23.46       |           |           |  |
| Abstenciones           | Abstenciones                   | 217          | 23.46        | +23.46       |           |           |  |
| Votantes registrados   | Votantes registrados           | 925          |              |              |           |           |  |
|                        |                                |              |              |              |           |           |  |
| Fuente:                |                                |              |              |              |           |           |  |

#### Concejo Distrital de Lachaqui
| Cargo                          | Autoridad electa             | Partido político | Partido político         |
| ------------------------------ | ---------------------------- | ---------------- | ------------------------ |
| Alcalde Distrital de Lachaqui  | Arquímedes Fuertes Vilcapoma |                  | Fuerza Regional          |
| Regidora Distrital de Lachaqui | Aida Hilario Bohorquez       |                  | Fuerza Regional          |
| Regidor Distrital de Lachaqui  | Álex Conga Estelo            |                  | Fuerza Regional          |
| Regidora Distrital de Lachaqui | Rosa Vilcapoma Hilario       |                  | Fuerza Regional          |
| Regidor Distrital de Lachaqui  | Carlos Velazco Quispe        |                  | Fuerza Regional          |
| Regidora Distrital de Lachaqui | Eutilia Fuertes Ramón        |                  | Alianza para el Progreso |

### Distrito de Mirgas

#### Resultado
| Partidos y coaliciones | Partidos y coaliciones                                 | Voto popular | Voto popular | Voto popular | Regidores | Regidores |  |
| Partidos y coaliciones | Partidos y coaliciones                                 | Votos        | %            | ±pp          | Total     | +/−       |  |
| ---------------------- | ------------------------------------------------------ | ------------ | ------------ | ------------ | --------- | --------- |  |
|                        | Alianza para el Progreso (APP)                         | 746          | 38.85        | +31.33       | 4         | +4        |  |
|                        | Movimiento Acción Nacionalista Peruano (MANPE)         | 634          | 33.02        | –23.91       | 1         | +1        |  |
|                        | Movimiento Independiente Regional Áncash a la Obra (B) | 299          | 15.57        | Nuevo        | 0         | ±0        |  |
|                        | Restauración Nacional (RN)                             | 241          | 12.55        | +5.78        | 0         | ±0        |  |
|                        |                                                        |              |              |              |           |           |  |
| Total                  | Total                                                  | 1,920        |              |              | 5         | ±0        |  |
|                        |                                                        |              |              |              |           |           |  |
| Votos válidos          | Votos válidos                                          | 1,920        | 91.60        | +79.87       |           |           |  |
| Votos en blanco        | Votos en blanco                                        | 21           | 1.00         | –1.35        |           |           |  |
| Votos nulos            | Votos nulos                                            | 155          | 7.40         | –78.52       |           |           |  |
| Votos emitidos         | Votos emitidos                                         | 2,096        | 61.77        | –35.96       |           |           |  |
| Abstenciones           | Abstenciones                                           | 1,297        | 38.23        | +35.96       |           |           |  |
| Votantes registrados   | Votantes registrados                                   | 3,393        |              |              |           |           |  |
|                        |                                                        |              |              |              |           |           |  |
| Fuente:                |                                                        |              |              |              |           |           |  |

#### Concejo Distrital de Mirgas
| Cargo                        | Autoridad electa           | Partido político | Partido político                       |
| ---------------------------- | -------------------------- | ---------------- | -------------------------------------- |
| Alcalde Distrital de Mirgas  | Lenin Salinas Villaorduña  |                  | Alianza para el Progreso               |
| Regidor Distrital de Mirgas  | Guillermo Medrano Collazos |                  | Alianza para el Progreso               |
| Regidor Distrital de Mirgas  | Hugo Asencios Galindo      |                  | Alianza para el Progreso               |
| Regidora Distrital de Mirgas | Patricia Acuña Ramos       |                  | Alianza para el Progreso               |
| Regidora Distrital de Mirgas | Sonia Varillas Trujillo    |                  | Alianza para el Progreso               |
| Regidor Distrital de Mirgas  | Cerilo Izquierdo Saavedra  |                  | Movimiento Acción Nacionalista Peruano |

### Distrito de Mollepata

#### Resultado
| Partidos y coaliciones | Partidos y coaliciones         | Voto popular | Voto popular | Voto popular | Regidores | Regidores |
| Partidos y coaliciones | Partidos y coaliciones         | Votos        | %            | ±pp          | Total     | +/−       |
| ---------------------- | ------------------------------ | ------------ | ------------ | ------------ | --------- | --------- |
|                        | Restauración Nacional (RN)     | 461          | 36.04        | +36.04       | 4         | +4        |
|                        | Alianza para el Progreso (APP) | 384          | 30.02        | +30.02       | 1         | +1        |
|                        | Súmate (Súmate)                | 368          | 28.77        | +28.77       | 0         | ±0        |
|                        | Nueva Libertad (R)             | 66           | 5.16         | +5.16        | 0         | ±0        |
|                        |                                |              |              |              |           |           |
| Total                  | Total                          | 1,279        |              |              | 5         | ±0        |
|                        |                                |              |              |              |           |           |
| Votos válidos          | Votos válidos                  | 1,279        | 94.11        | +94.11       |           |           |
| Votos en blanco        | Votos en blanco                | 17           | 1.25         | +1.25        |           |           |
| Votos nulos            | Votos nulos                    | 63           | 4.64         | –95.36       |           |           |
| Votos emitidos         | Votos emitidos                 | 1,359        | 73.46        | –26.54       |           |           |
| Abstenciones           | Abstenciones                   | 491          | 26.54        | +26.54       |           |           |
| Votantes registrados   | Votantes registrados           | 1,850        |              |              |           |           |
|                        |                                |              |              |              |           |           |
| Fuente:                |                                |              |              |              |           |           |

#### Concejo Distrital de Mollepata
| Cargo                           | Autoridad electa          | Partido político | Partido político         |
| ------------------------------- | ------------------------- | ---------------- | ------------------------ |
| Alcalde Distrital de Mollepata  | Venancio Polo Valencia    |                  | Restauración Nacional    |
| Regidor Distrital de Mollepata  | Dionicio Torres Pérez     |                  | Restauración Nacional    |
| Regidora Distrital de Mollepata | Gretel Zamudio Paredes    |                  | Restauración Nacional    |
| Regidor Distrital de Mollepata  | Linder Paredes Saavedra   |                  | Restauración Nacional    |
| Regidora Distrital de Mollepata | Seleni Ascate Narváez     |                  | Restauración Nacional    |
| Regidor Distrital de Mollepata  | Brander Meléndez Valencia |                  | Alianza para el Progreso |

### Distrito de Pampamarca

#### Resultado
| Partidos y coaliciones | Partidos y coaliciones                                   | Voto popular | Voto popular | Voto popular | Regidores | Regidores |  |
| Partidos y coaliciones | Partidos y coaliciones                                   | Votos        | %            | ±pp          | Total     | +/−       |  |
| ---------------------- | -------------------------------------------------------- | ------------ | ------------ | ------------ | --------- | --------- |  |
|                        | Unión por el Perú (UPP)                                  | 358          | 35.20        | +35.20       | 4         | +4        |  |
|                        | Avanzada Regional Independiente Unidos por Huánuco (ARI) | 334          | 32.84        | +32.84       | 1         | +1        |  |
|                        | Movimiento Político Cambiemos x Hco (CxH)                | 325          | 31.96        | +31.96       | 0         | ±0        |  |
|                        |                                                          |              |              |              |           |           |  |
| Total                  | Total                                                    | 1,017        |              |              | 5         | ±0        |  |
|                        |                                                          |              |              |              |           |           |  |
| Votos válidos          | Votos válidos                                            | 1,017        | 96.22        | +96.22       |           |           |  |
| Votos en blanco        | Votos en blanco                                          | 8            | 0.76         | +0.76        |           |           |  |
| Votos nulos            | Votos nulos                                              | 32           | 3.03         | –96.97       |           |           |  |
| Votos emitidos         | Votos emitidos                                           | 1,057        | 68.73        | –31.27       |           |           |  |
| Abstenciones           | Abstenciones                                             | 481          | 31.27        | +31.27       |           |           |  |
| Votantes registrados   | Votantes registrados                                     | 1,538        |              |              |           |           |  |
|                        |                                                          |              |              |              |           |           |  |
| Fuente:                |                                                          |              |              |              |           |           |  |

#### Concejo Distrital de Pampamarca
| Cargo                            | Autoridad electa        | Partido político | Partido político                                   |
| -------------------------------- | ----------------------- | ---------------- | -------------------------------------------------- |
| Alcalde Distrital de Pampamarca  | Luis Ciriaco Solís      |                  | Unión por el Perú                                  |
| Regidor Distrital de Pampamarca  | Valeriano Luján Calixto |                  | Unión por el Perú                                  |
| Regidor Distrital de Pampamarca  | Paulino Luján Pilco     |                  | Unión por el Perú                                  |
| Regidor Distrital de Pampamarca  | Jesús Calixto Rosado    |                  | Unión por el Perú                                  |
| Regidora Distrital de Pampamarca | Cleseria Sánchez Pío    |                  | Unión por el Perú                                  |
| Regidor Distrital de Pampamarca  | Yoban Calixto Sánchez   |                  | Avanzada Regional Independiente Unidos por Huánuco |

### Distrito de Sangallaya

#### Resultado
| Partidos y coaliciones | Partidos y coaliciones         | Voto popular | Voto popular | Voto popular | Regidores | Regidores |  |
| Partidos y coaliciones | Partidos y coaliciones         | Votos        | %            | ±pp          | Total     | +/−       |  |
| ---------------------- | ------------------------------ | ------------ | ------------ | ------------ | --------- | --------- |  |
|                        | Alianza para el Progreso (APP) | 212          | 92.58        | n/a          | 5         | +5        |  |
|                        | Todos por el Cambio (TxC)      | 17           | 7.42         | Nuevo        | 0         | ±0        |  |
|                        |                                |              |              |              |           |           |  |
| Total                  | Total                          | 229          |              |              | 5         | ±0        |  |
|                        |                                |              |              |              |           |           |  |
| Votos válidos          | Votos válidos                  | 229          | 63.09        | +37.10       |           |           |  |
| Votos en blanco        | Votos en blanco                | 43           | 11.85        | –42.28       |           |           |  |
| Votos nulos            | Votos nulos                    | 91           | 25.07        | +5.19        |           |           |  |
| Votos emitidos         | Votos emitidos                 | 363          | 72.75        | +6.82        |           |           |  |
| Abstenciones           | Abstenciones                   | 136          | 27.25        | –6.82        |           |           |  |
| Votantes registrados   | Votantes registrados           | 499          |              |              |           |           |  |
|                        |                                |              |              |              |           |           |  |
| Fuente:                |                                |              |              |              |           |           |  |

#### Concejo Distrital de Sangallaya
| Cargo                            | Autoridad electa         | Partido político | Partido político         |
| -------------------------------- | ------------------------ | ---------------- | ------------------------ |
| Alcalde Distrital de Sangallaya  | Marcelino Valencia Tello |                  | Alianza para el Progreso |
| Regidor Distrital de Sangallaya  | Rafael Huaringa Arrieta  |                  | Alianza para el Progreso |
| Regidora Distrital de Sangallaya | Melva Flores Maraví      |                  | Alianza para el Progreso |
| Regidor Distrital de Sangallaya  | Jim Parco Aguirre        |                  | Alianza para el Progreso |
| Regidor Distrital de Sangallaya  | Alejandro Tello Núñez    |                  | Alianza para el Progreso |
| Regidora Distrital de Sangallaya | Edit Florencio Macazana  |                  | Alianza para el Progreso |